# Bahnhof Oberkotzau
Der Bahnhof Oberkotzau ist eine Betriebsstelle der Bahnstrecke Bamberg–Hof und der hier abzweigenden Strecken nach Weiden und nach Cheb auf dem Gemeindegebiet von Oberkotzau. Anfang des 20. Jahrhunderts entstand am nördlichen Ende des Bahnhofs Richtung Hof ein großer Rangierbahnhof. Das historische, heute für den Bahnbetrieb ungenutzte Empfangsgebäude ist ein Kulturdenkmal. Es wurde 2020 vom Verein IG Bahnhof Oberkotzau erworben.

## Anfangsjahre des Bahnhofs

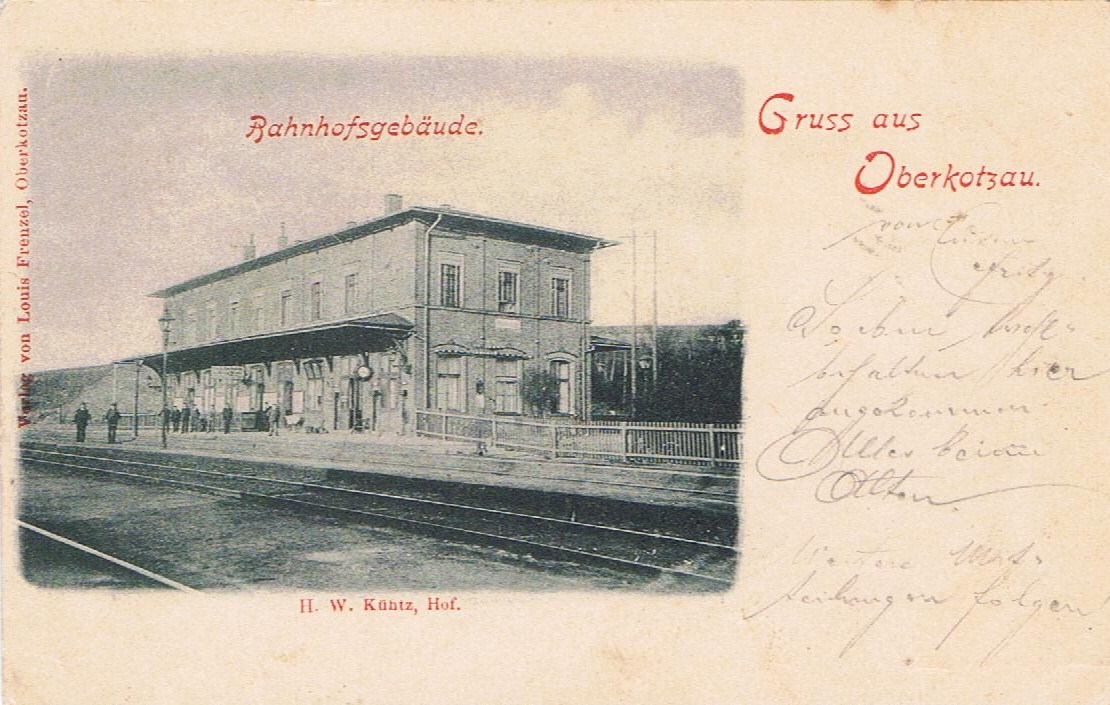
Frühe Ansicht des ehemaligen Bahnhofs ohne Vorbau und Schleppdach

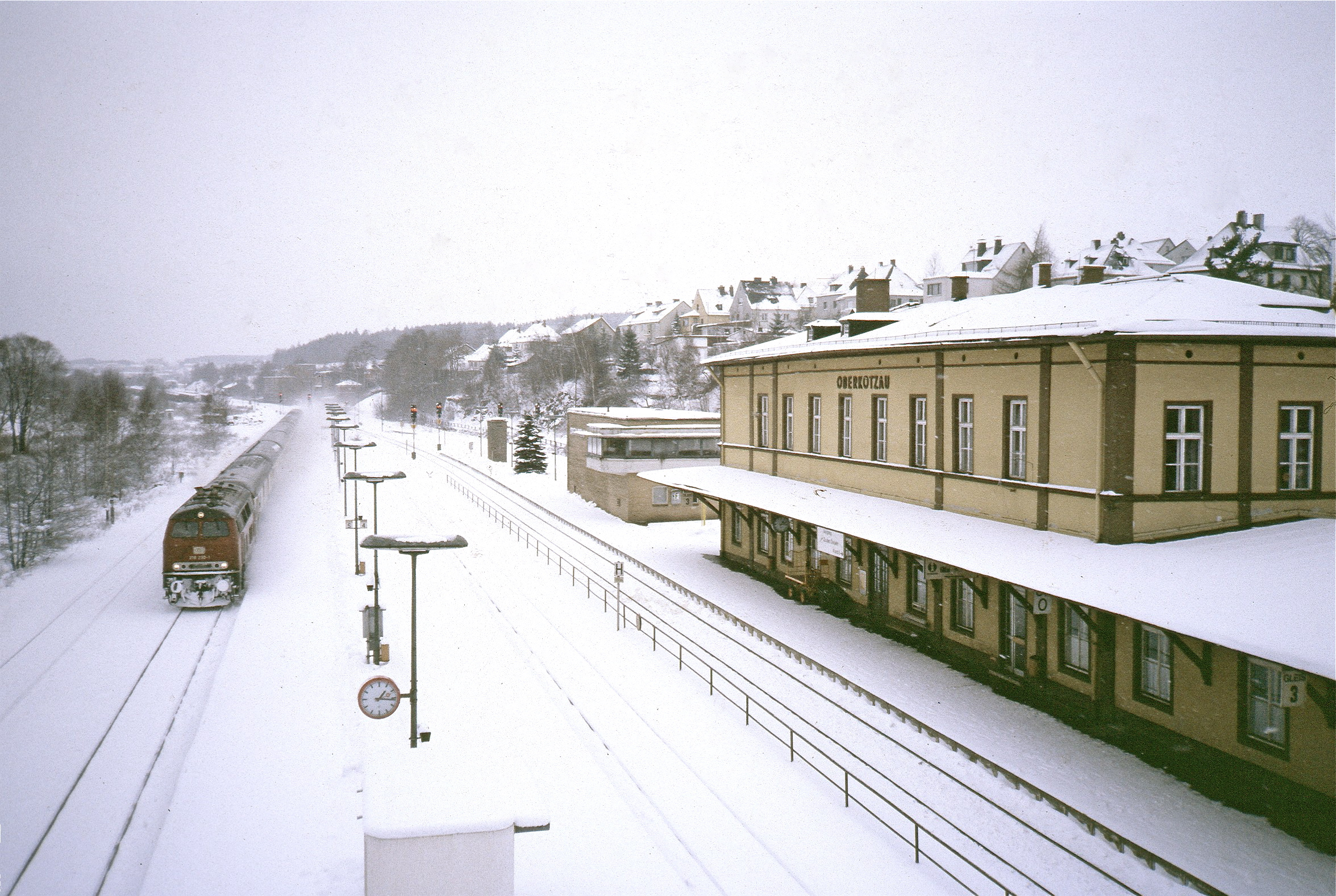
Gleisseite der Bahnstrecken Bamberg–Hof und Weiden–Oberkotzau, 1986

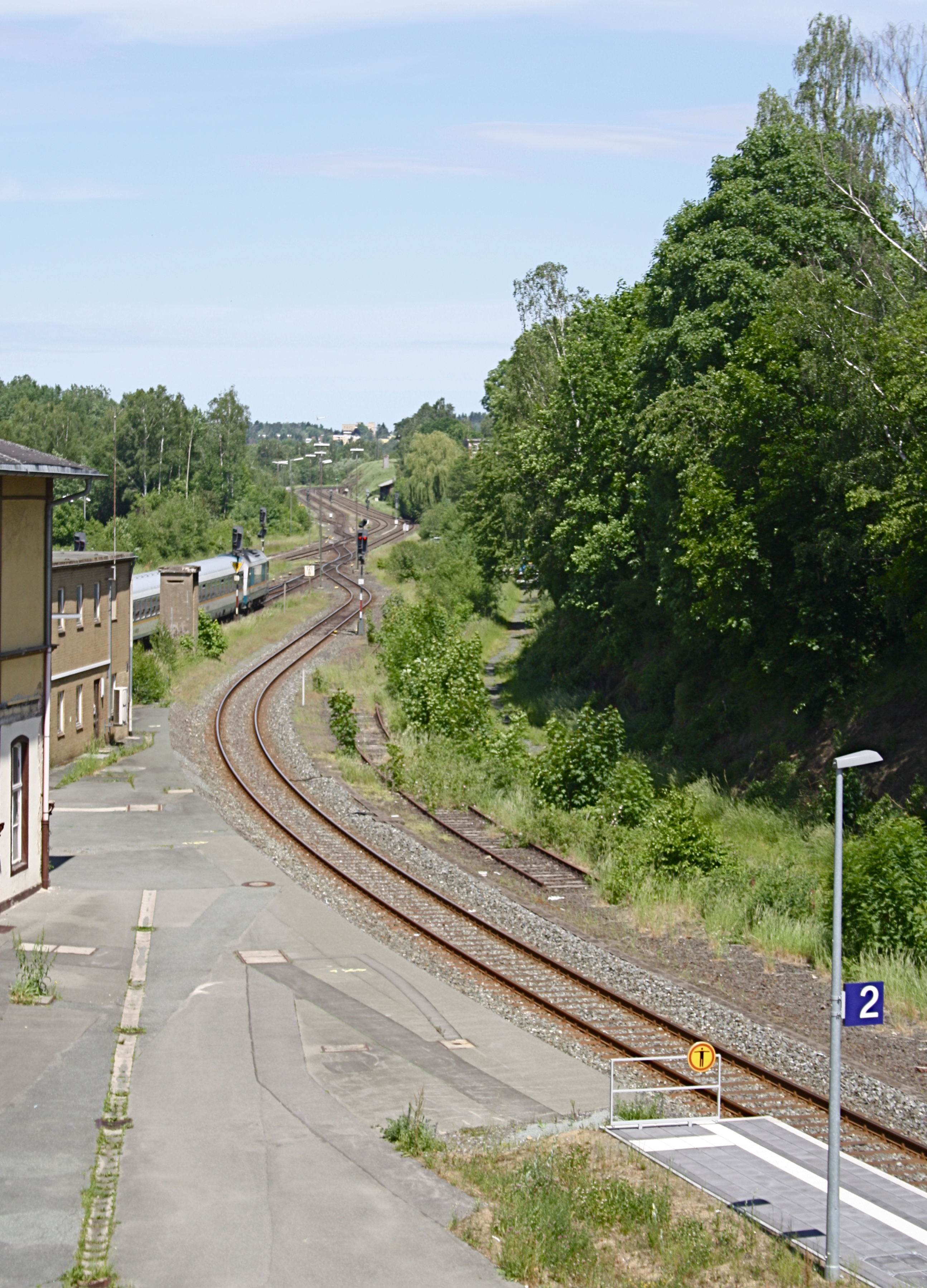
Abzweig der Strecke nach Cheb, im Hintergrund der Rangierbahnhof

Die Geschichte der Eisenbahn in Oberkotzau begann 1846 mit der Errichtung eines Haltepunkts am Bahnwärterposten 192, in Höhe der Jakobuskirche an der damaligen Kappelbrücke. Zwei Jahre später wurde die Ludwig-Süd-Nord-Bahn (siehe auch Bahnstrecke Bamberg–Hof) eröffnet und Oberkotzau hatte Eisenbahnanschluss. Zusammen mit den weiteren Bahnstrecken Eger/Cheb–Selb–Oberkotzau und Weiden–Oberkotzau setzte die neu geschaffene Infrastruktur und die Industrialisierung einen nachhaltigen wirtschaftlichen Aufschwung in Gang, der auch mit einem merklichen Bevölkerungsanstieg und einer Erweiterung des Ortes verbunden war. Im Jahre 1865 – im Zuge der Eröffnung der Strecke nach Selb und Eger/Cheb – entstand das Bahnhofsgebäude mit einer Güterhalle und einem Maschinenhaus. Genauso wie der Hofer Hauptbahnhof war Oberkotzau mit der Grenzlage im Königreich Bayern im Übergang zum Königreich Sachsen, den thüringischen Staaten und Österreich-Ungarn ein wichtiger Umschlagplatz für Waren und Personen. Arbeiter aus Böhmen und Sachsen siedelten sich vor Ort an und fanden Arbeit bei der Eisenbahn und in den Fabriken. Dies führte in dem fast ausschließlich protestantischen Gebiet auch zur Bildung einer katholischen Kirchengemeinde. Bereits seit 1861 war der Eisenbahn-Haltepunkt zugleich Postablage, später war die königlich-bayerische Post auch bei der Eröffnung des Bahnhofs auf dem Gelände mit einem eigenen Gebäude als Postexpedition vertreten, bevor sie 1893 mit der Trennung von Post und Bahn im heutigen Bürgerhaus eigene Räume bezog.

## Rangierbahnhof
Um 1900 entstand am nördlichen Bahnhofsende Richtung Hof ein bedeutender Rangierbahnhof. Dieser erlangte in der ersten Hälfte des 20. Jahrhunderts große Bedeutung und wurde sogar mit einem dritten Streckengleis an den Hofer Hauptbahnhof angebunden. Am Ende des Zweiten Weltkrieges kam dem Rangierbahnhof nach Zerstörung der Anlagen in Hof eine zentrale Funktion zu. Mit der Grenzziehung und dem Eisernen Vorhang ging der Bahngüterverkehr in der Region stark zurück und der Rangierbahnhof wurde Stück für Stück stillgelegt. Das dritte Streckengleis zwischen Hof und Oberkotzau, das nur dem Güterverkehr diente, wurde schließlich wieder abgebaut. Anfang der 1970er Jahre, zum Ende der Dampflokzeit beim Bahnbetriebswerk Hof, dienten die Reste des Rangierbahnhofs als Abstellplatz für nicht mehr benötigte Lokomotiven.

## Empfangsgebäude

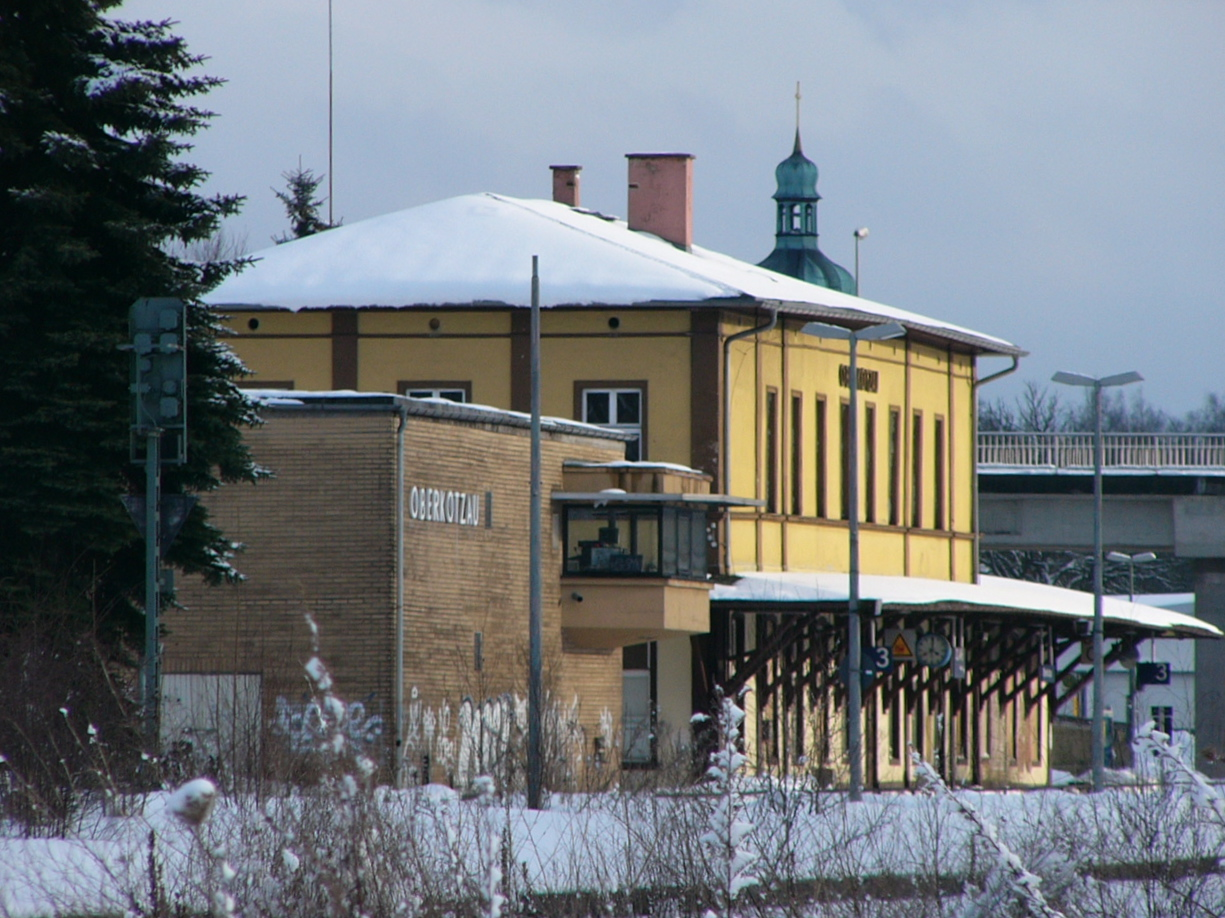
Empfangsgebäude, Ansicht von 2010

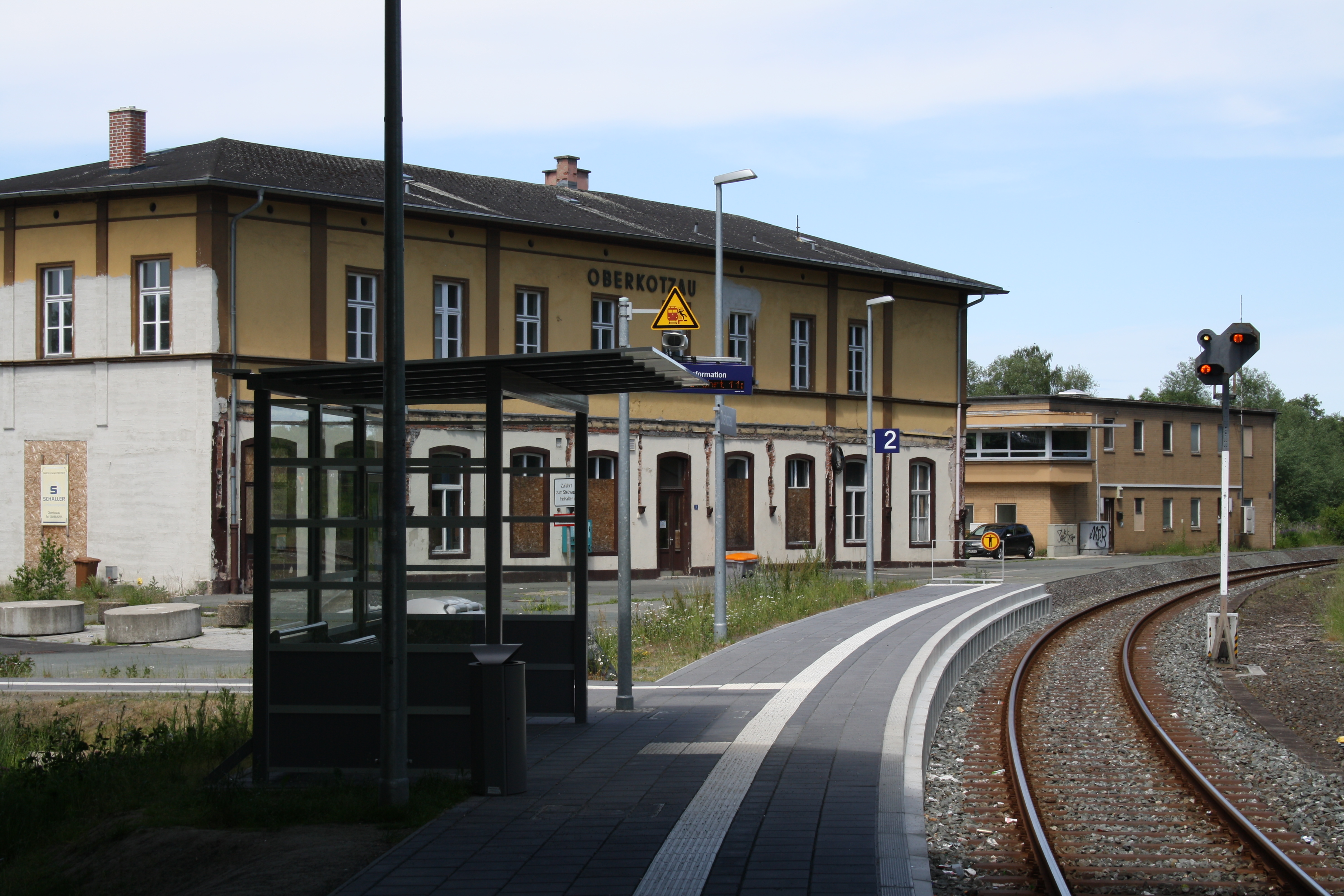
Ostseite des Empfangsgebäudes, Stellwerk und Bahnsteig der Strecke nach Cheb

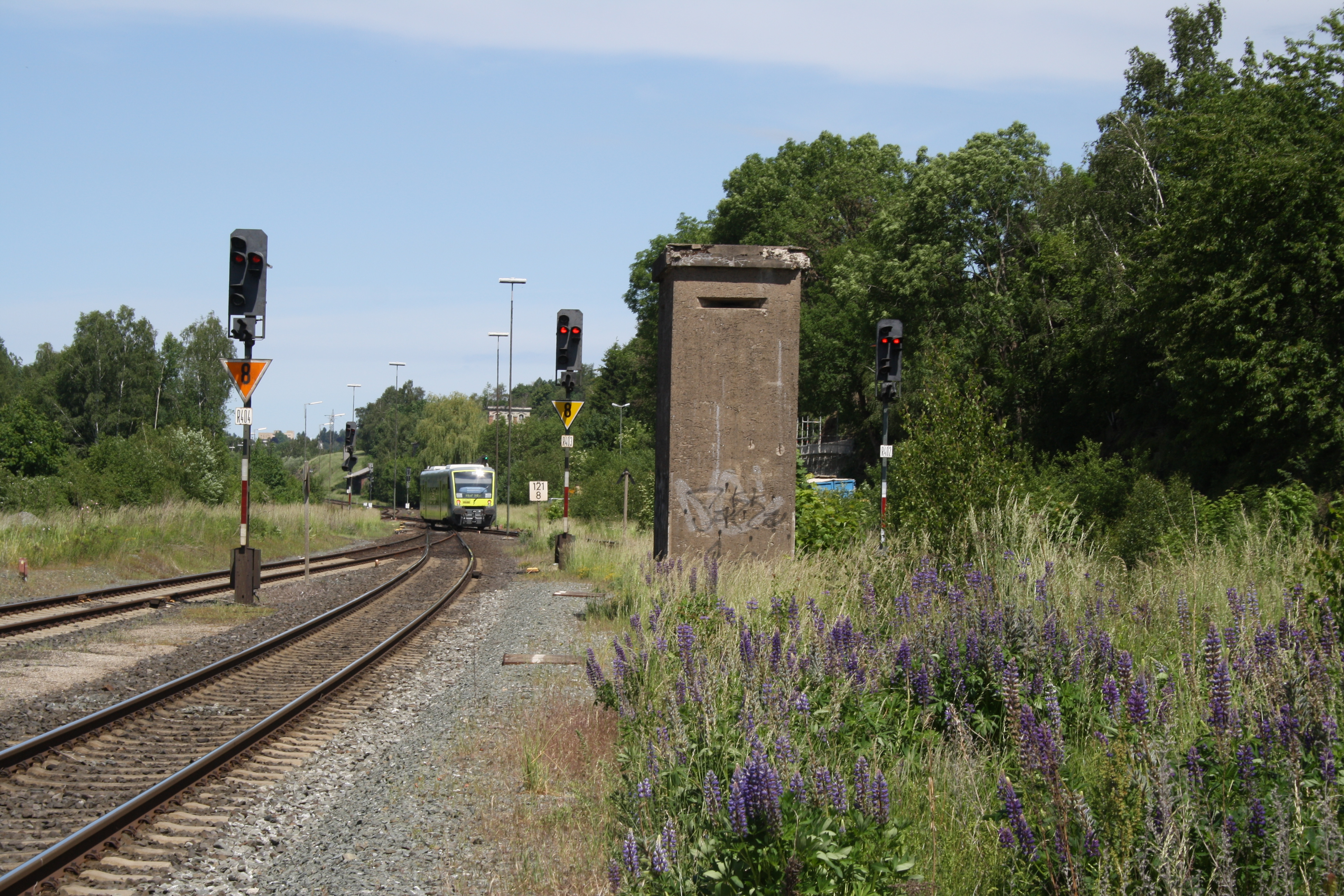
Nordkopf mit Splitterbunker und Agilis-Triebwagen von Selb nach Hof

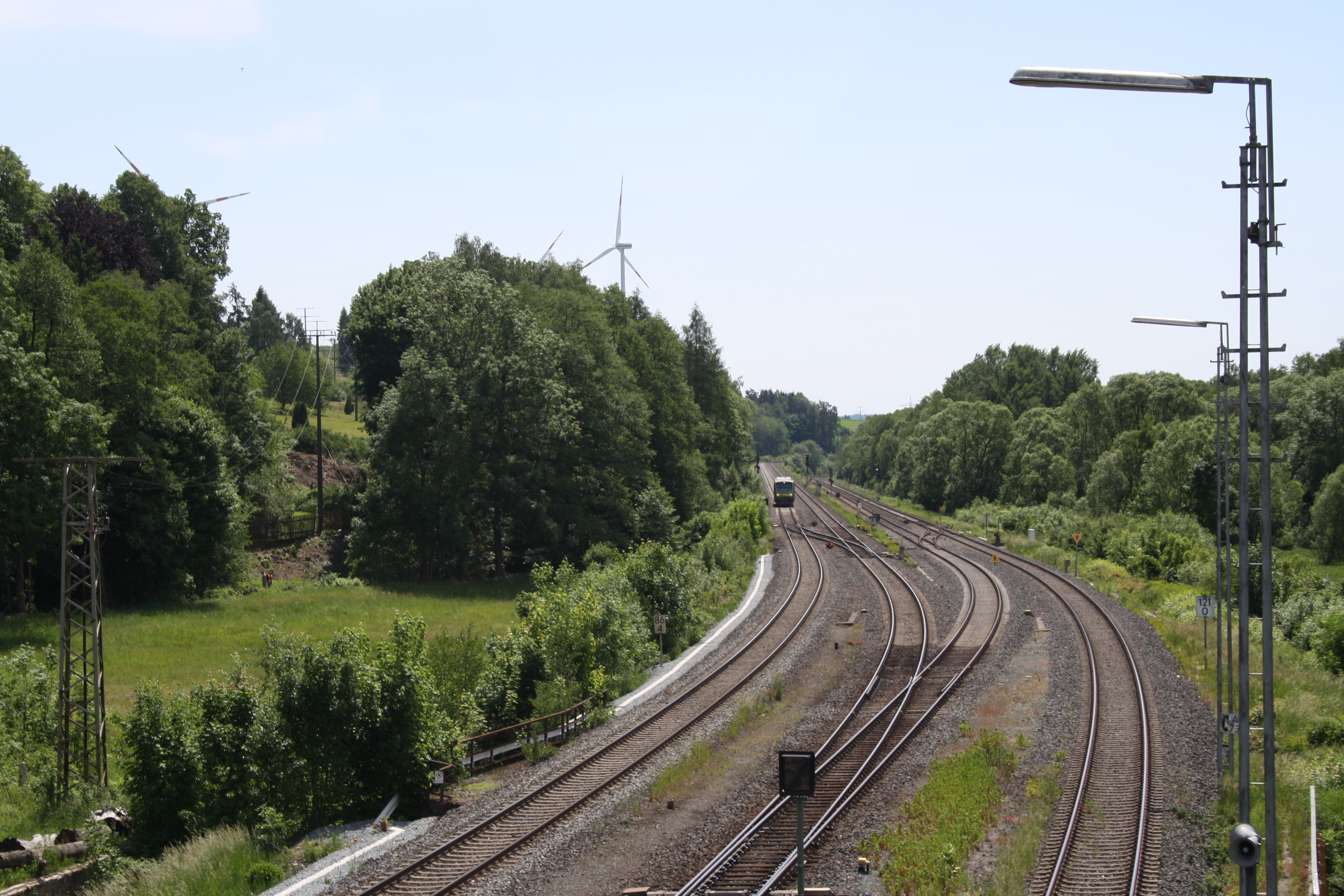
Trennung der Strecken nach Regensburg (links) und Bamberg

Das ehemalige Empfangsgebäude ist heute ein Baudenkmal. Es handelt sich um einen zweigeschossigen Walmdachbau mit Lisenengliederung. Die Stilrichtung ist als Klassizismus bzw. Neoklassizismus anzusprechen. Das Gebäude ist in Keillage zwischen der Strecke nach Selb–Eger/Cheb und den Strecken nach Bamberg bzw. Regensburg errichtet worden. Wenige Jahre nach seiner Fertigstellung wurde der Bau durch einen Vorbau erweitert. Zu den Besonderheiten zählte weiterhin ein umlaufendes Schleppdach, welches 2011 aufgrund der Schneelasten schwer beschädigt und dann beseitigt wurde.
Die Deutsche Bahn veräußerte das Gebäude an eine Investmentgesellschaft, diese ließ das Gebäude aber verfallen. Im Oktober 2012 erwarb der „Förderverein Bahnhof Oberkotzau“ das Empfangsgebäude. Der Förderverein ließ den Vorbau abreißen, welchen das schon abgerissene, aber zu den ursprünglichen Besonderheiten zählende Schleppdach umlaufen hatte. Der Grund war die marode Bausubstanz des Gebäudeteiles. Im Mai 2017 wurden Gespräche des Fördervereins mit der Marktgemeinde Oberkotzau bekannt. Ziel der Gespräche war der Ankauf und anschließende Sanierung des Gebäuderestes durch den Markt. 2018 wurde der Verein aufgelöst. Inzwischen wurde der Bahnhof für die symbolische Summe von einem Euro an die Eisenbahnfreunde der ostfriesischen Stadt Norden verkauft. Im Oktober 2020 wurde das Gebäude und Gelände zum symbolischen Preis von einem Euro an den im August 2020 neugegründeten Verein mit dem Namen IG Bahnhof Oberkotzau verkauft. Dieser war von Mitgliedern des Vereins IG Schienenverkehr Ostfriesland gegründet worden. Die auf drei Millionen Euro veranschlagten Sanierungskosten sollen über regionale Förderprogramme finanziert werden. Im Gebäude soll unter anderem ein Café untergebracht und auf dem dazugehörigen Gelände Stellplätze für Wohnmobile errichtet werden.

## Verkehr
Der heutige Betrieb wird über ein Stellwerk, welches – ebenfalls in Keillage – dem ehemaligen Empfangsgebäude vorangestellt ist, geregelt. Das Stellwerk wurde bis Anfang 2013 zum Teil von Hof Hbf ferngesteuert.
Die Züge folgender Linien halten am Bahnhof Oberkotzau:
| Linie                    | Linienverlauf                                                                                       | Taktfrequenz    |
| ------------------------ | --------------------------------------------------------------------------------------------------- | --------------- |
| RE31                     | Hof Hbf – Oberkotzau – Marktredwitz – Nürnberg Hbf                                                  | Zweistundentakt |
| RB95                     | (Gutenfürst – Feilitzsch –) Hof Hbf – Oberkotzau – Rehau – Selb-Plößberg – Aš – Cheb – Marktredwitz | Zweistundentakt |
| RB96                     | (Hof-Neuhof –) Hof Hbf – Oberkotzau – Rehau – Selb-Plößberg – Selb Stadt                            | Zweistundentakt |
| RB 97                    | Bad Steben – Naila – Hof Hbf – Oberkotzau – Marktredwitz – Kirchenlaibach – Bayreuth Hbf            | Stundentakt     |
| RB98                     | Hof Hbf – Oberkotzau – Schwarzenbach – Münchberg – Helmbrechts                                      | Zweistundentakt |
| RB99                     | (Hof-Neuhof – ) Hof Hbf – Oberkotzau – Schwarzenbach – Münchberg (– Neuenmarkt-Wirsberg)            | Zweistundentakt |
| Stand: 10. Dezember 2024 | |                 |

Darüber hinaus durchfahren alle Züge, die den Hofer Hauptbahnhof nach Süden verlassen, den Oberkotzauer Bahnhof.

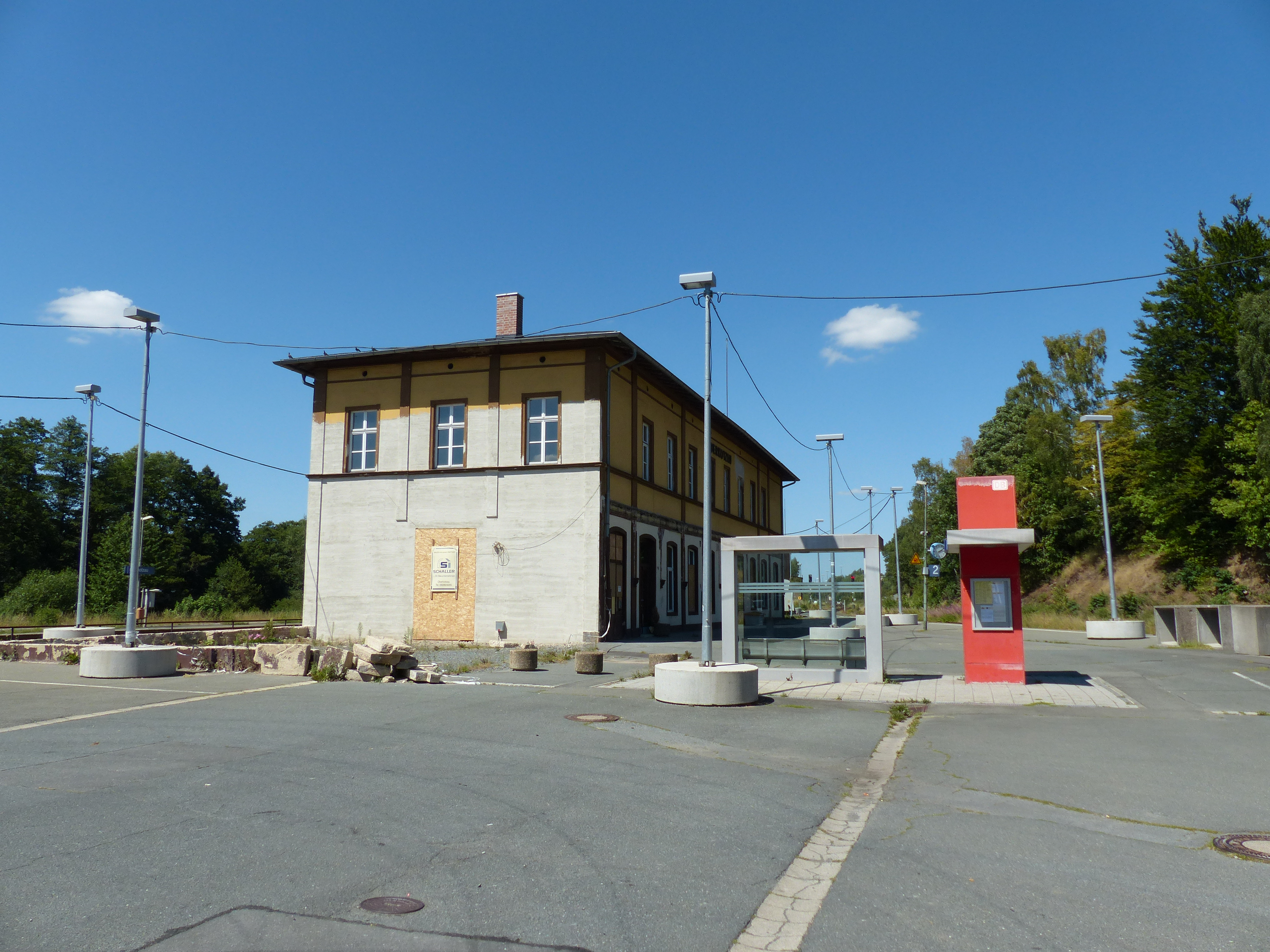
Bahnhofsgelände (2015)
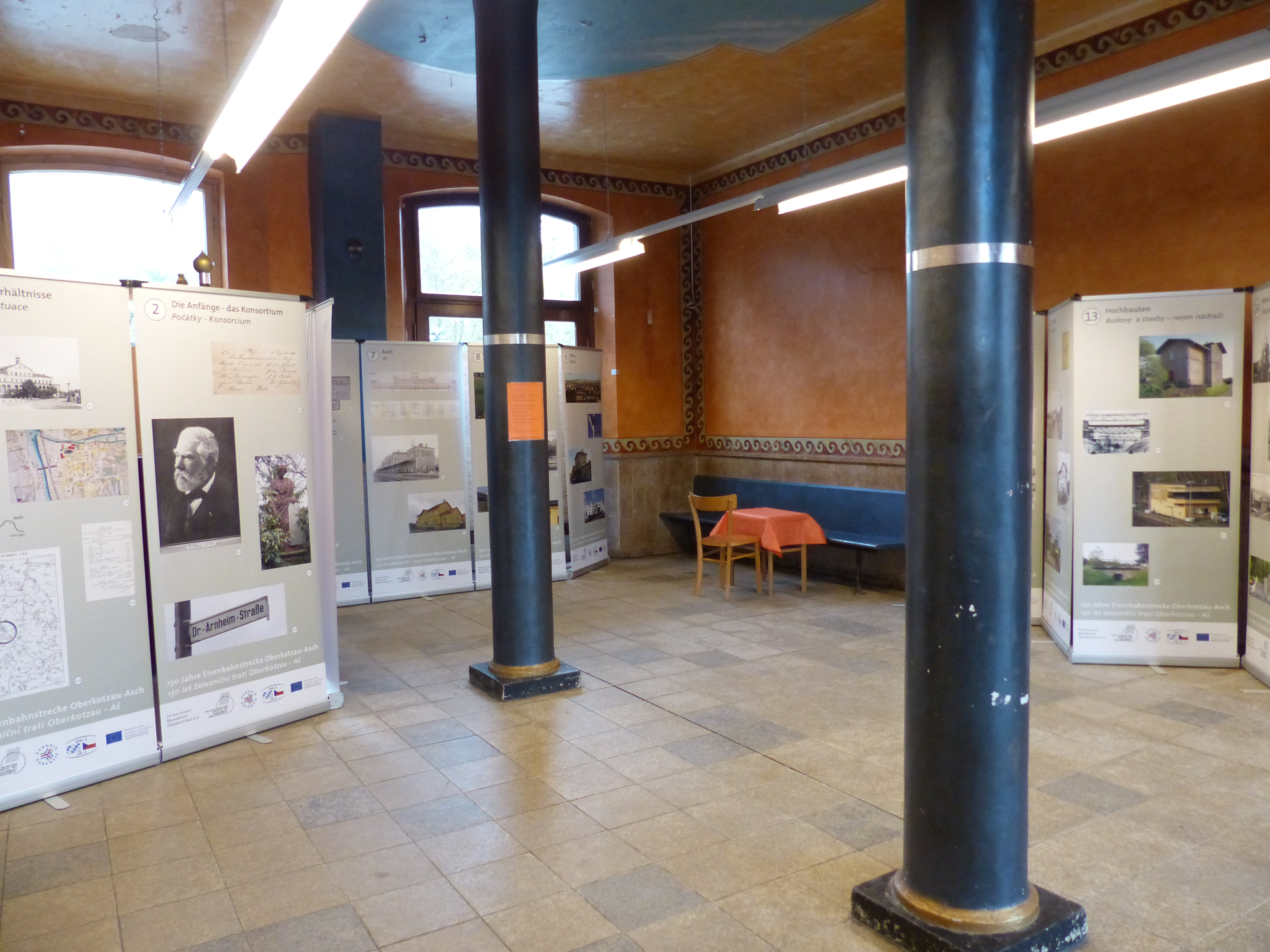
Ausstellung im ehemaligen Wartesaal, 2014
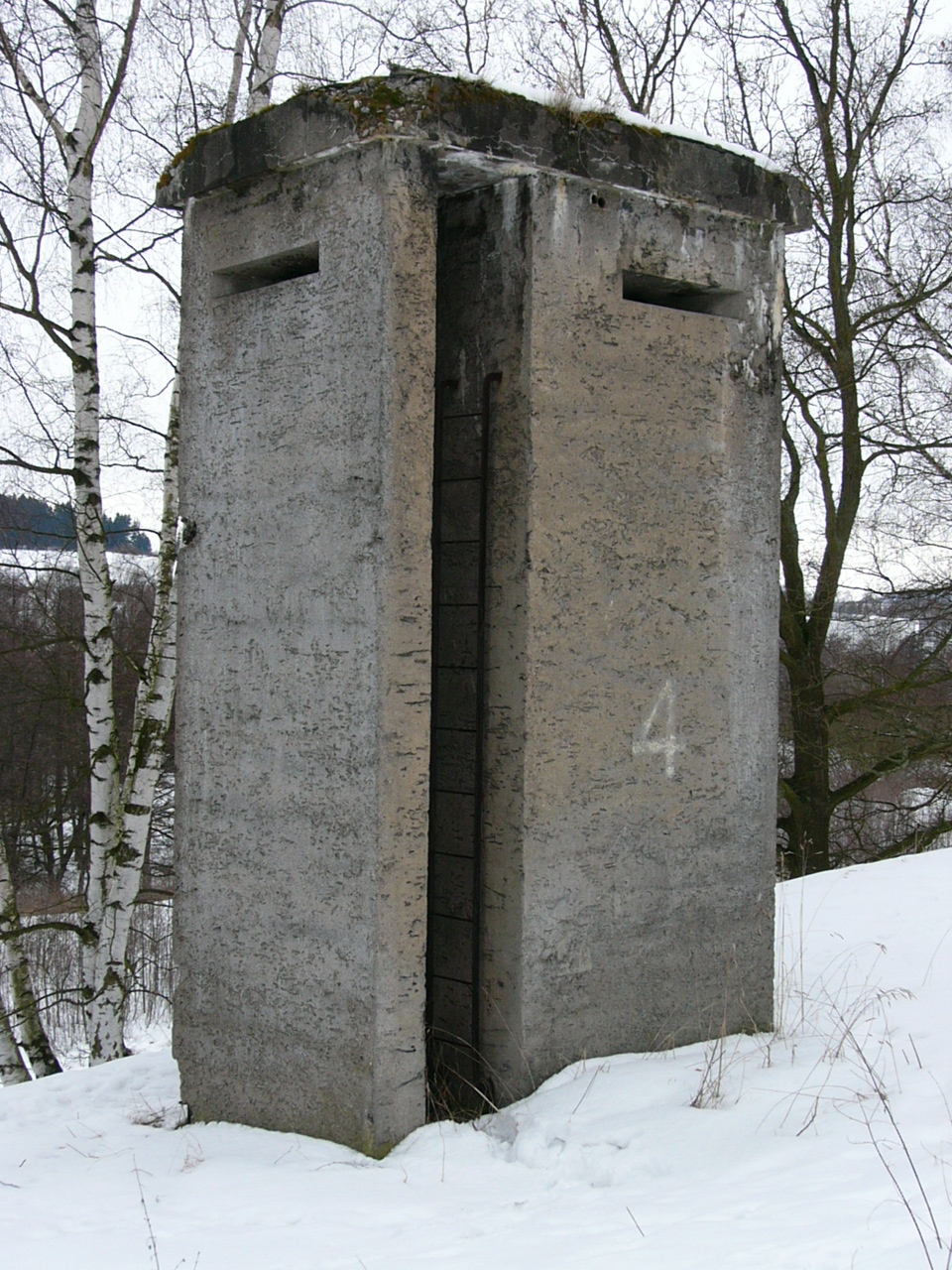
Bunker bzw. Splitterschutzzelle
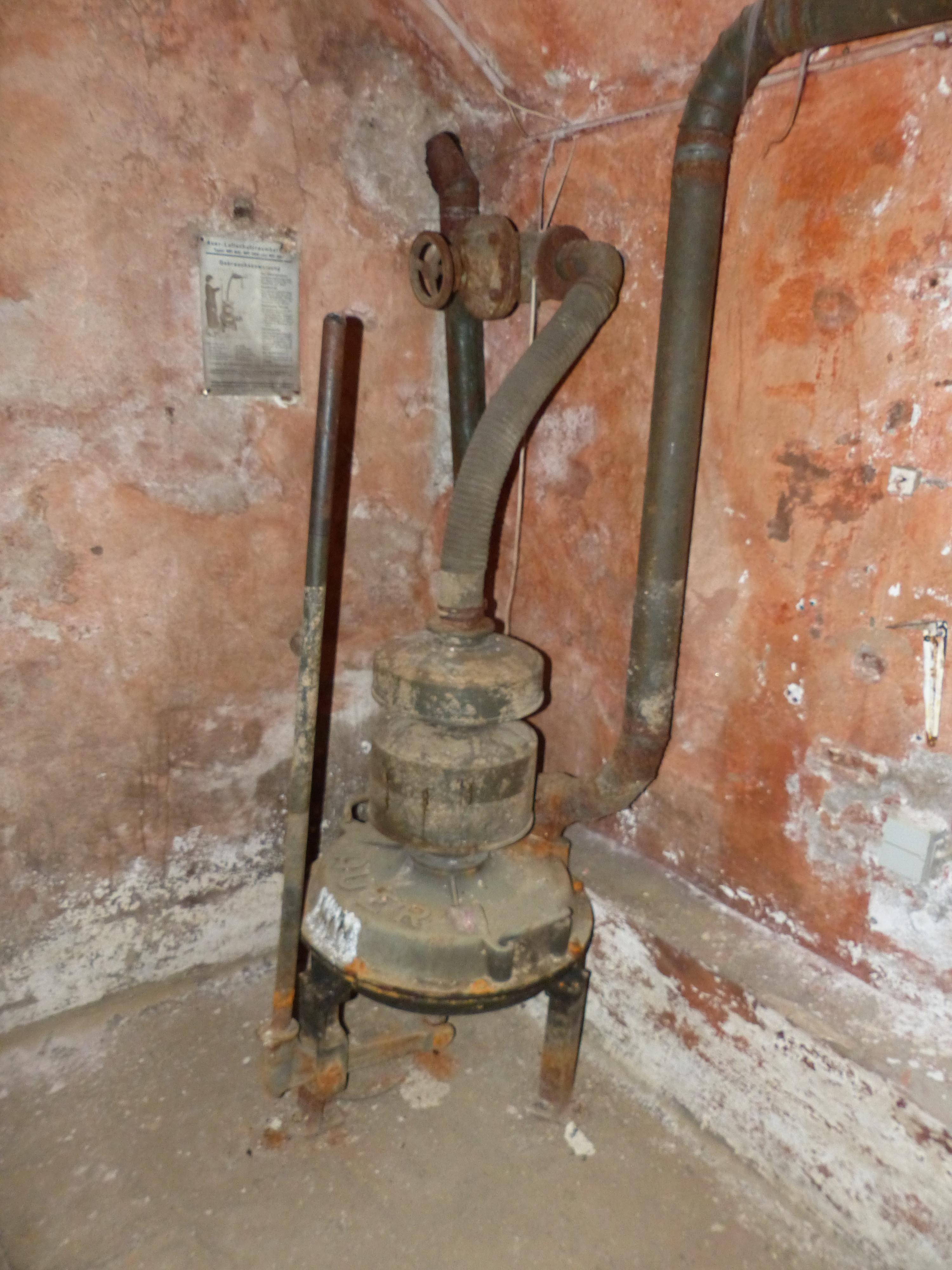
Manuelle Pumpe zur Versorgung des Luftschutzkellers mit Atemluft